# 后油渍摇滚
后油渍摇滚（英語：Post-grunge）是另类摇滚和硬式摇滚的子类型，作为油渍摇滚的派生品出现在1990年代，采用了油渍摇滚的音响效果、美学观念，但是却使用了一种更能够为公众所接受的音调。这使得喷火战机乐队、五分錢合唱團、Creed和火柴盒二十等后油渍摇滚乐队在1990年代和2000年代商业上大获成功。